# Majków Duży
Majków Duży (pronunciación en polaco: /ˈmajkuv ˈduʐɨ/) es una localidad ubicada en el municipio (gmina) de Wola Krzysztoporska, en el distrito de Piotrków, voivodato de Lodz, Polonia.
Está ubicada a unos 9 kilómetros al norte de Wola Krzysztoporska, a 6 kilómetros al noroeste de Piotrków Trybunalski, y a 42 kilómetros al sur de la capital regional, Lodz.